# Fiódor Sologub
Fiódor Sologub (rus: Фёдор Сологу́б, nascut Fiódor Kuzmitx Tetérnikov, rus: Фёдор Кузьми́ч Тете́рников, conegut també com a Theodor Sologub; 1 de març [C.J. 17 de febrer] de 1863 – 5 de desembre de 1927) fou un poeta simbolista, novel·lista, dramaturg i assagista rus. Fou el primer escriptor a introduir els elements morbosos pessimistes de la literatura i filosofia del fin de siècle europeu a la prosa russa.

## Biografia
Fill d'un sastre (altres fonts parlen d'un picapedrer) i una bugadera, va estudiar a l'Institut Pedagògic de Sant Petersburg. En 1882 a 1907 va ensenyar matemàtiques en diverses institucions. Als 29 anys debuta amb un volum de versos i una novel·la Els somnis pesats, rus: Тяжёлые сны. L'èxit va arribar amb la seva segona novel·la El dimoni mesquí, rus: Мелкий бес, publicat en forma de fulletó el 1905 i en volum el 1908, es va convertir en un clàssic de la novel·la russa. Retrata un món dolent on un mesquí mestre de província, impulsat per uns mania persecutòria, acaba per cometre un crim.
De 1921 a 1923, Sologub va traduir molts novel·listes i poetes de llengua francesa: Honoré de Balzac (Les Cent Contes drolatiques), Paul Verlaine, Frederic Mistral o alemanys: Heinrich von Kleist.
L'abril del 1924 va ser elegit membre honorari del comitè de traductors, branca de Sant Petersburg de la unió d'escriptors, i després president de la mateixa unió.